# Pictorina wombalano
Pictorina wombalano is een rechtvleugelig insect uit de familie krekels (Gryllidae). De wetenschappelijke naam van deze soort is voor het eerst geldig gepubliceerd in 1983 door Daniel Otte en Richard D. Alexander.
Deze soort is alleen gekend van de typelocatie nabij Paluma in het noorden van Queensland (Australië).